# Elektrárna Tušimice II
Elektrárna Tušimice II (ETU2) je uhelná tepelná elektrárna u obce Tušimice, zhruba 5 km východně od města Kadaň v okrese Chomutov. Vlastníkem a provozovatelem elektrárny s výkonem 4×200 MW je společnost ČEZ.
V blízkosti se nacházela elektrárna Tušimice I z roku 1964, jež byla uzavřena v roce 1998.

## Technický popis
Jako palivo se využívá hnědé uhlí z lomu Nástup v Tušimicích. Lom se nachází v těsné blízkosti elektrárny a uhlí je transportováno pásovými dopravníky, což minimalizuje cenu dopravy. Toto činí z elektrárny druhou nejefektivnější po jaderné elektrárně Temelín a ze stejného důvodu je také využívána přednostně.

### Odkaliště a chlazení
Po rekonstrukci již elektrárna nepoužívá odkaliště pro plavení popílku, které se původně nalézalo jižně od elektrárny. Pro zásobování chladicí vodou je využívána čerpací stanice na Ohři.

### Využití odpadního tepla
Odpadní teplo z elektrárny využívají skleníky pro pěstování zeleniny (např. rajčat) vybudované na ploše po zrušené elektrárně ETU I.

## Historie
Na místě dnešní elektrárny byly při její stavbě odkryty stopy po pravěké těžbě křemence. Šlo o desítky prehistorických těžebních objektů z mladší doby kamenné, první a unikátní nález tohoto druhu v tehdejší ČSSR.

### Modernizace
V letech 2007–2012 procházela elektrárna Tušimice II komplexní obnovou, která byla rozdělena do dvou etap, tak aby mohly vždy dva bloky zůstat v provozu. Při rekonstrukci došlo k výměně 90 % technologických celků (turbíny, kotle, odsíření atd.). Současně probíhala i demolice 300 metrů vysokého komínu, který se po modernizaci technologií stal nepotřebným, neboť spaliny jsou vedeny přímo do dvou ze čtyř chladicích věží. Při modernizaci byl zachován výkon jednotlivých bloků, avšak narostla efektivita. Rekonstrukce byla dokončena v roce 2012 a stála asi 26 miliard Kč. Životnost elektrárny se tím prodloužila o 25 let, což je i předpokládaný termín vyčerpání uhelných zásob v přímém dosahu elektrárny.

### Plány na stavbu nových jaderných bloků

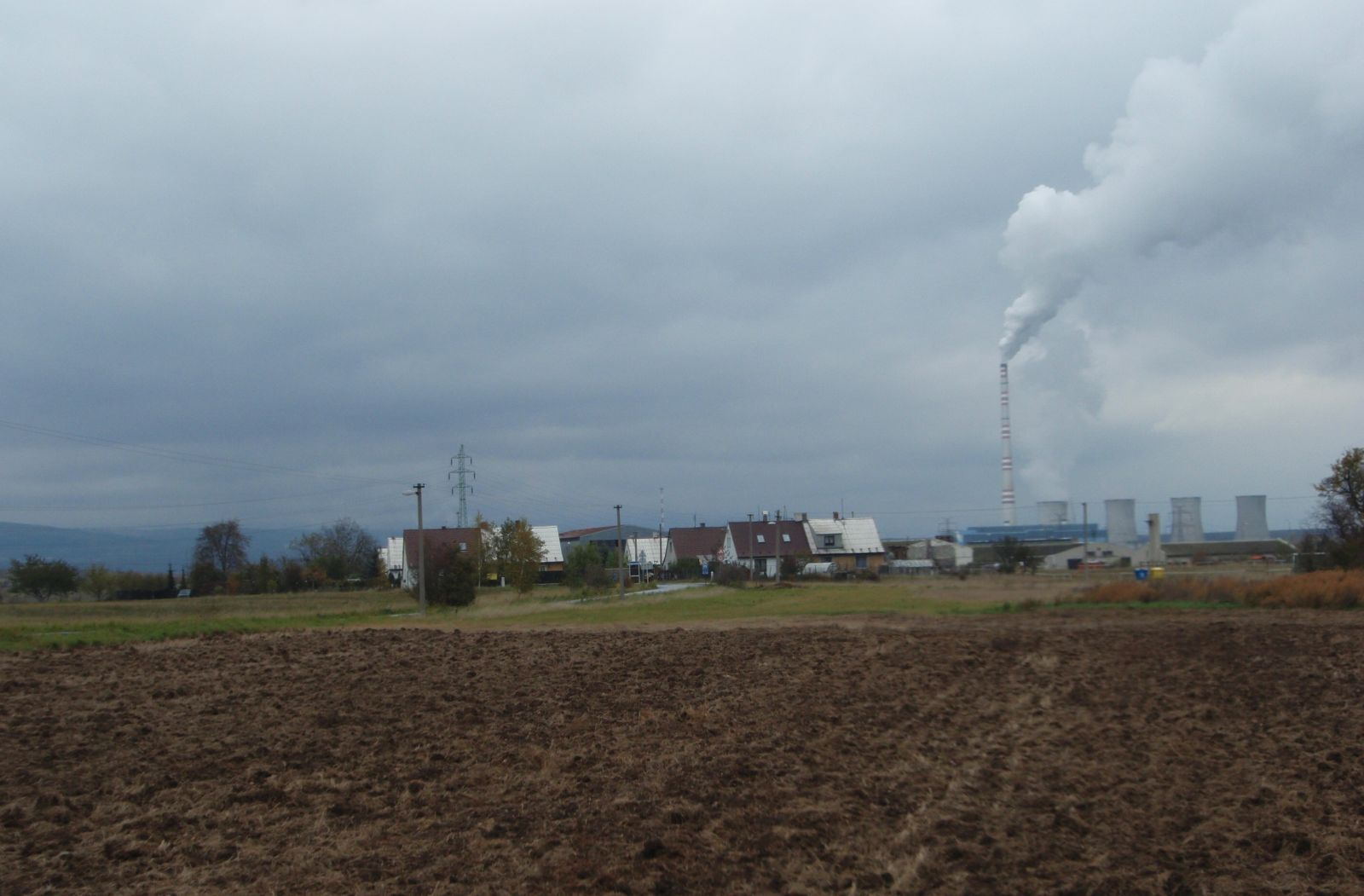
Elektrárna Tušimice II od Hradce u Kadaně, fotografie ještě s komínem

V lednu 2025 zahájila česká vláda posuzování vlivů na životní prostředí a v rámci něj zjišťovací řízení  pro výstavbu až 6 jaderných reaktorů namísto stávající uhelné elektrárny. Z dostupných podkladů „NOVÁ JADERNÁ ELEKTRÁRNA SMR V LOKALITĚ TUŠIMICE“ vyplývá, že na rozdíl od znění tohoto oznámení 3 ze 4 vybraných modelů překračují výkonnostní limit 300 MWe, který stanovuje IAEA pro SMR. Reaktor Rolls-Royce SMR má mít podle podkladů k řízení výkon 498 MWe, model jaderné elektrárny od společnosti Westinghouse 330 MWe a model firmy EDF 340 MWe.